# Charles Peter Berkey
Charles Peter Berkey (* 25. März 1867 bei Goshen (Indiana); † 22. August 1955 in Palisade (New Jersey)) war ein US-amerikanischer Geologe.
Berkey war der Sohn von kleinen Farmern, besuchte die Schule in Indiana, Texas und Minnesota und war eine Zeitlang Dorfschullehrer, bevor er an der University of Minnesota Geologie studierte mit dem Master-Abschluss 1893 und der Promotion 1897 (der erste Ph.D. in Geologie der Universität). Zu seinen Lehrern gehörte Newton Horace Winchell. Er war Instructor an der University of Minnesota und ab 1903 Tutor (unter James Furman Kemp) und ab 1910 Assistant Professor, ab 1914 Associate Professor und ab 1916 Professor an der Columbia University. 1929 wurde er Newberry Professor und 1937 ging er in den Ruhestand.
Er war Mitglied der National Academy of Sciences, der American Philosophical Society und der American Association for the Advancement of Science. Er war Fellow der New York Academy of Sciences und 1928 deren Präsident. Berkey war Ehrenmitglied der ASCE. 1922 bis 1940 war er Sekretär und 1941 Präsident der Geological Society of America.
Er hatte seit seiner Beteiligung am Catskill Aquedukt der Wasserversorgung von New York ein Interesse für Ingenieurgeologie und war ab 1928 am Colorado River Project beteiligt, aus dem der Hoover Dam entstand. Er war an großen Ingenieursprojekten in New York und Kalifornien beteiligt und Mitarbeiter im Minnesota und Wisconsin Geological Survey. 1948 erhielt er die erste James Furman Kemp Medal der Columbia University und er war Ehrendoktor der Columbia University (1929) und der University of Minnesota.
1922, 1923 und 1925 war er Teilnehmer einer geologischen Expedition in die Mongolei.
Er war seit 1894 mit Minnie Best verheiratet und hatte zwei Kinder.

## Schriften
- Areal and Structural Geology of Southern Manhattan Island. An. N. Y. Ac. Sci., 19. 1909, S. 247–282, *Geology of the New York City (Catskill) Aqueduct. N. Y. St. Mus.Bull., 146, 1911, S. 1–283.
- mit J. R. Healy: The Geology of New York City and Its Relations to Engineering Problems (with discussion). Municipal Engineers of the City of New York, Paper 1911, New York 1912, S. 5–39.
- Geology of Boulder and Norris Dam Sites. Civ. Eng., 5, 1935, S. 24–28
- The Geologist in public works, Geological Society of America Bulletin, 53, 1942, S. 513–532
- mit F. K. Morris: Mongolia, a reconnaissance report. Based on the investigations of the years 1922/23, Natural History of Central Asia, Band 2, American Museum of Natural History 1927